# Rimicola eigenmanni
Rimicola eigenmanni är en fiskart som först beskrevs av Charles Henry Gilbert, 1890.  Rimicola eigenmanni ingår i släktet Rimicola och familjen dubbelsugarfiskar. Inga underarter finns listade i Catalogue of Life.